# Умай (село)
Умай (рос. Умай) — село в Вадському районі Нижньогородської області Російської Федерації.
Населення становить 636 осіб. Входить до складу муніципального утворення Новомирська сільрада.

## Історія
Від 2009 року входить до складу муніципального утворення Новомирська сільрада.

## Населення
| 1999 | 2002 | 2010 |
| ---- | ---- | ---- |
| 676  | ↘653 | ↘636 |